# ولتون بکت

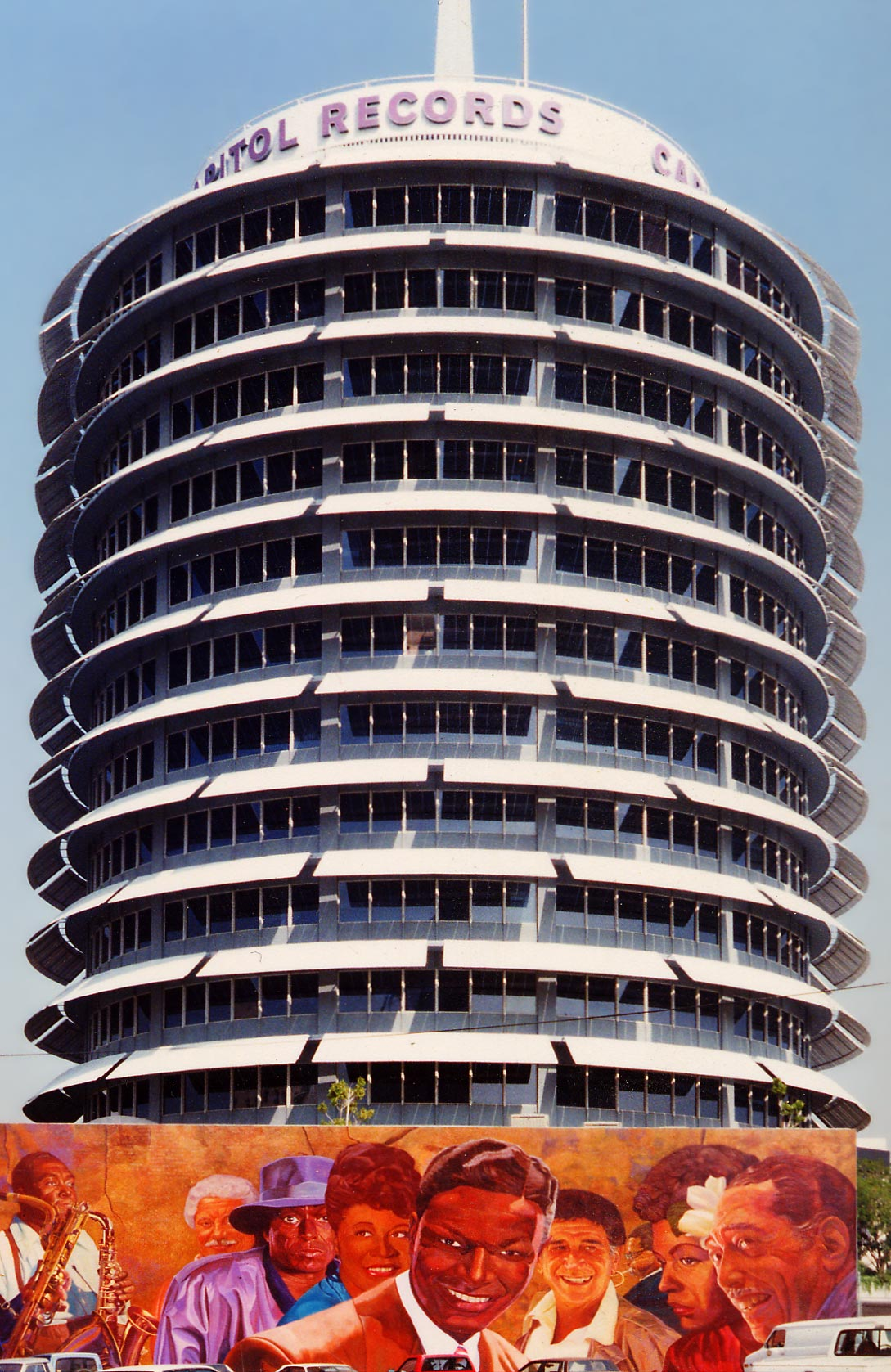
ساختمان کاپیتول تاور در لس آنجلس

ولتون بکت (به انگلیسی: Welton Becket) متولد ۱۹۰۲ ایالت واشینگتن، معمار آمریکایی قرن بیستم بود. بکت بسیاری از آثار خود را در کالیفرنیا طراحی نمود و دانش آموختهٔ مدرسه معماری دانشگاه واشینگتن بود. بکت در ۱۹۶۹ فوت کرد.

## آثار
- ساختمان اکسان موبیل

### در ایران
از آثار شرکت او (Welton Becket & Associates) می‌توان هتل همای تهران (هتل شراتون سابق) را نام برد.